# 1938年の音楽
1938年の音楽（1938ねんのおんがく）では、1938年（昭和13年）の世界の音楽について記述する。

## 概要
- ベニー・グッドマンが、カーネギー・ホールでジャズ演奏をおこなった[1]。
- シスター・ロゼッタ・サープが、音楽活動を開始した。
- ジェリー・ロール・モートンが、アラン・ローマックスの助けを得て、録音をおこなった。

## 洋楽・出版曲
- ビッグ・ジョー・ターナー[2]「ロール・エム・ピート」
- ホーギー・カーマイケル[3]「あなたのそばに」
- ボブ・ハガート、ジョニー・バーク「ホワッツ・ニュー」
- マルガリータ・レクオーナ「タブー」
- ミハイル・イサコフスキー、マトヴェイ・ブランテル「カチューシャ」
- リチャード・ロジャース、ロレンツ・ハート「スプリング・イズ・ヒア
- アレクサンドル・アレクサンドロフ「ボリシェヴィキ党歌」
- イーゴリ・ストラヴィンスキー「協奏曲「ダンバートン・オークス」」
- サミュエル・バーバー「弦楽のためのアダージョ」
- ショロム・セクンダ「ドナドナ」
- ジョン・フレデリック・クーツ、ヘイヴン・ガレスピー「忘れられぬ君」
- テクラ・バダジェフスカ「乙女の祈り」
- ドミトリー・カバレフスキー「コラ・ブルニョン」
- パウル・ヒンデミット「気高い幻想」
- バルトーク・ベーラ「ヴァイオリン協奏曲第2番」
- ハワード・ハンソン「交響曲第3番」
- フランシス・プーランク「オルガン協奏曲」
- フランシスコ・カナロ「マドレセルバ」
- レイフ・ヴォーン・ウィリアムズ「音楽へのセレナード」
- 歌曲「草原情歌」

## 邦楽シングル
- 淡谷のり子「雨のブルース」「青い部屋」
- ディック・ミネ「上海ブルース」「旅姿三人男」「或る雨の午后」
- 霧島昇「夜霧の波止場」「旅の夜風 (w.ミス・コロムビア)」「チョコレートと兵隊」
- 松島詩子「私の青空」
- 楠木繁夫「人生劇場」
- 二葉あき子「古き花園」
- 渡辺はま子「支那の夜」「愛国の花」
- あきれたぼういず「四人の突撃兵」
- 尾高尚忠「蘆屋乙女」
- 伊藤久男「湖上の尺八」
- 塩まさる「母子船頭唄」
- 音丸「皇国の母」
- 加美可那子「君を送りて」
- 灰田勝彦「かちどきの歌 (w.波岡惣一郎)」
- 岸井明「野球選手の兵隊さん」「進軍スイング」
- 古川緑波「鬚に未練はないけれど」
- 小唄勝太郎「とことん節」
- 小野巡「音信（たより）はないか」
- 松原操「悲しき子守唄」
- 三門順子「愛馬行」
- 上原敏「波止場気質」「鴛鴦道中 (w.青葉笙子)」「上海だより」
- 青葉笙子「銃後だより」「椿咲く島」
- 中野忠晴「バンジョーで唄えば」
- 鶴田六郎「戦線子守唄」
- 東海林太郎「上海の街角で」「麦と兵隊」「陣中髭くらべ」
- 南邦雄「露営の煙草」
- 服部富子「満州娘」
- 諸井三郎「交響曲第2番」・クラシック
- 大澤壽人「ピアノ協奏曲第3番」・クラシック
- 童謡「からすの赤ちゃん」「汽車ポッポ」
- 庁歌「樺太島歌」
- 市歌「神戸市歌」
- 寮歌「青春という」
- 県民歌「宮城県民歌」
- 戦時歌謡・軍歌
- 波岡惣一郎「ニッポン勝った (w.能勢妙子)」
- 藤原義江「万歳ヒトラー・ユーゲント」「前進」
- 徳山璉「我等は若き義勇軍」「皇軍大捷の歌」「大日本の歌 (w.四家文子)」「大陸行進曲
- 四家文子「日の丸行進曲」
- 東京リーダー・ターフェル・フェライン「荒鷲の歌」

## デビューした音楽家
- 高峰三枝子「蛍の光」

## 誕生
- 1月7日 - 木下龍太郎（栃木県、作詞家、+2008年・70歳没）
- 1月10日 - 大川公生（ベーシスト、ロス・プリモス、+2017年・79歳没）
- 1月12日 - 大津美子（歌手）
- 1月13日 - 野沢那智（声優・歌手、+2010年・72歳没）
- 1月14日 - アラン・トゥーサン（ピアニスト・歌手、+2015年・77歳没）
- 1月15日 - 神楽坂浮子（東京都、歌手、+2013年・75歳没）
- 1月15日 - 冨士眞奈美（女優・随筆家・俳人・元歌手）
- 1月30日 - スタニスラフ・ゴルコヴェンコ（指揮者、+2018年・80歳没）
- 2月4日 - 加藤剛（俳優・元歌手、+2018年・80歳没）
- 2月15日 - 本郷功次郎（俳優・元歌手、+2013年・74歳没）
- 2月16日 - 並木栄子（北海道、歌手、こまどり姉妹）
- 2月16日 - 並木葉子（北海道、歌手、こまどり姉妹）
- 2月24日 - 佐伯亮（東京都、作曲家、+2008年・70歳没）
- 3月1日 - 鈴木邦彦（東京都、作曲家・編曲家）
- 3月3日 - 加藤充（東京都、ベーシスト、ザ・スパイダース）
- 3月5日 - 平野忠彦（声楽家・オペラ歌手、+2014年・76歳没）
- 3月10日 - 古今亭志ん朝（落語家、+2001年・63歳没）
- 3月10日 - 月亭可朝（落語家・漫談家、+2018年・80歳没）
- 3月11日 - 梅宮辰夫（俳優・タレント・元歌手、+2019年・81歳没）
- 3月18日 - 曽我町子（女優・声優・歌手、+2006年・68歳没）
- 3月24日 - ホルガー・シューカイ（ミュージシャン、カン、+2017年・79歳没）
- 3月24日 - 小杉武久（作曲家、+2018年・80歳没）
- 3月30日 - 島倉千代子（東京都、歌手、+2013年・75歳没）
- 3月31日 - アーサー・B・ルビンスタイン（作曲家、+2018年・80歳没）
- 4月7日 - ピート・ラロカ（ジャズドラマー、+2012年・74歳没）
- 4月7日 - フレディ・ハバード（、ジャズトランペッター、+2008年・70歳没）
- 4月10日 - 松山恵子（愛媛県、演歌歌手、+2006年・69歳没）
- 4月11日 - 猪俣公章（福島県、作曲家、+1993年・55歳没）
- 4月11日 - クルト・モル（オペラ歌手、+2017年・78歳没）
- 4月18日 - 野坂操壽 (2代目)（箏曲家、+2019年・81歳没）
- 5月17日 - ゾラ・テイラー（歌手、プラターズ、+2007年・69歳没）
- 5月20日 - 花村菊江（歌手、+2011年・73歳没）
- 5月26日 - ヤキ・リーベツァイト（ドラマー、カン、+2017年・78歳没）
- 5月31日 - ピーター・ヤロー（、歌手、ピーター・ポール&マリー）
- 6月4日 - シミオン（キーボーディスト、シルヴァー・アップルズ、+2020年・82歳没）
- 6月9日 - チャールズ・ウォリネン（作曲家、+2020年・81歳没）
- 6月10日 - リカルド・レケホ（ピアニスト、+2018年・80歳没）
- 7月4日 - ビル・ウィザース（歌手、+2020年・81歳没）
- 7月9日 - 高橋健二（東京都、ベーシスト、ジャッキー吉川とブルーコメッツ）
- 7月10日 - リー・モーガン（、ジャズトランペッター、+1972年・33歳没）
- 7月21日 - 川地民夫（俳優・元歌手、+2018年・79歳没）
- 7月23日 - ミッキー・カーチス（東京都、歌手・タレント）
- 7月25日 - 棚橋静雄（歌手、ロス・インディオス）
- 8月1日 - ジャッキー吉川（東京都、ドラマー、ジャッキー吉川とブルーコメッツ、+2020年・81歳没）
- 8月6日 - 猪木快守（テノール歌手・政治家、+2011年・72歳没）
- 8月8日 - もず唱平（神奈川県、作詞家）
- 8月16日 - 叶弦大（神奈川県、作曲家）
- 8月21日 - ケニー・ロジャース（、歌手、+2020年・81歳没）
- 8月24日 - 佐藤眞（茨城県、作曲家）
- 8月31日 - ヴィーラント・クイケン（、ヴィオラ・ダ・ガンバ奏者・チェリスト）
- 9月2日 - なかにし礼（、小説家・作詞家、+2020年・82歳没）
- 9月7日 - 神戸一郎（兵庫県、歌手・俳優、+2014年・75歳没）
- 9月20日 - 守屋浩（千葉県、歌手・俳優、+2020年・81歳没）
- 9月20日 - エリック・ゲイル（、ギタリスト、+1994年・55歳没）
- 9月28日 - ベン・E・キング（歌手、+2015年・76歳没）
- 10月3日 - 浜村美智子（大阪府、歌手）
- 10月19日 - "スカーフェイス"・ジョン・ウィリアムズ（、歌手、+1972年・33歳没）
- 11月3日 - 小林旭（東京都、歌手・俳優）
- 11月9日 - ピヨトル・ラヘルト（作曲家・ピアニスト、+2018年・80歳没）
- 11月10日 - 山城新伍（俳優・タレント・元歌手、+2009年・70歳没）
- 11月15日 - 田邊昭知（東京都、芸能プロモーター・放送作家・俳優・ドラマー、ザ・スパイダース）
- 11月30日 - 井上真樹夫（俳優、声優、作詞家、+2019年・80歳没）
- 12月4日 - 眞理ヨシコ（童謡歌手・初代うたのおねえさん）
- 12月5日 - J・J・ケイル（シンガーソングライター、+2013年・74歳没）
- 12月8日 - バーニー・クローズ（ミュージシャン、ウィーヴァーズ）
- 12月11日 - マッコイ・タイナー（ジャズピアニスト、+2020年・81歳没）
- 12月12日 - コニー・フランシス（、歌手・女優）
- 12月22日 - ブライアン・ロッキング（ミュージシャン、シャドウズ、+2020年・81歳没）
- 12月26日 - 佐々木勉（東京都、作詞家・作曲家、+1985年・46歳没）
- 12月28日 - チャールズ・ネヴィル（サックス奏者、ネヴィル・ブラザーズ、+2018年・79歳没）

## 死去
- 11月21日 - レオポルド・ゴドフスキー、ピアニスト・作曲家（* 1870年）